# どーもくん

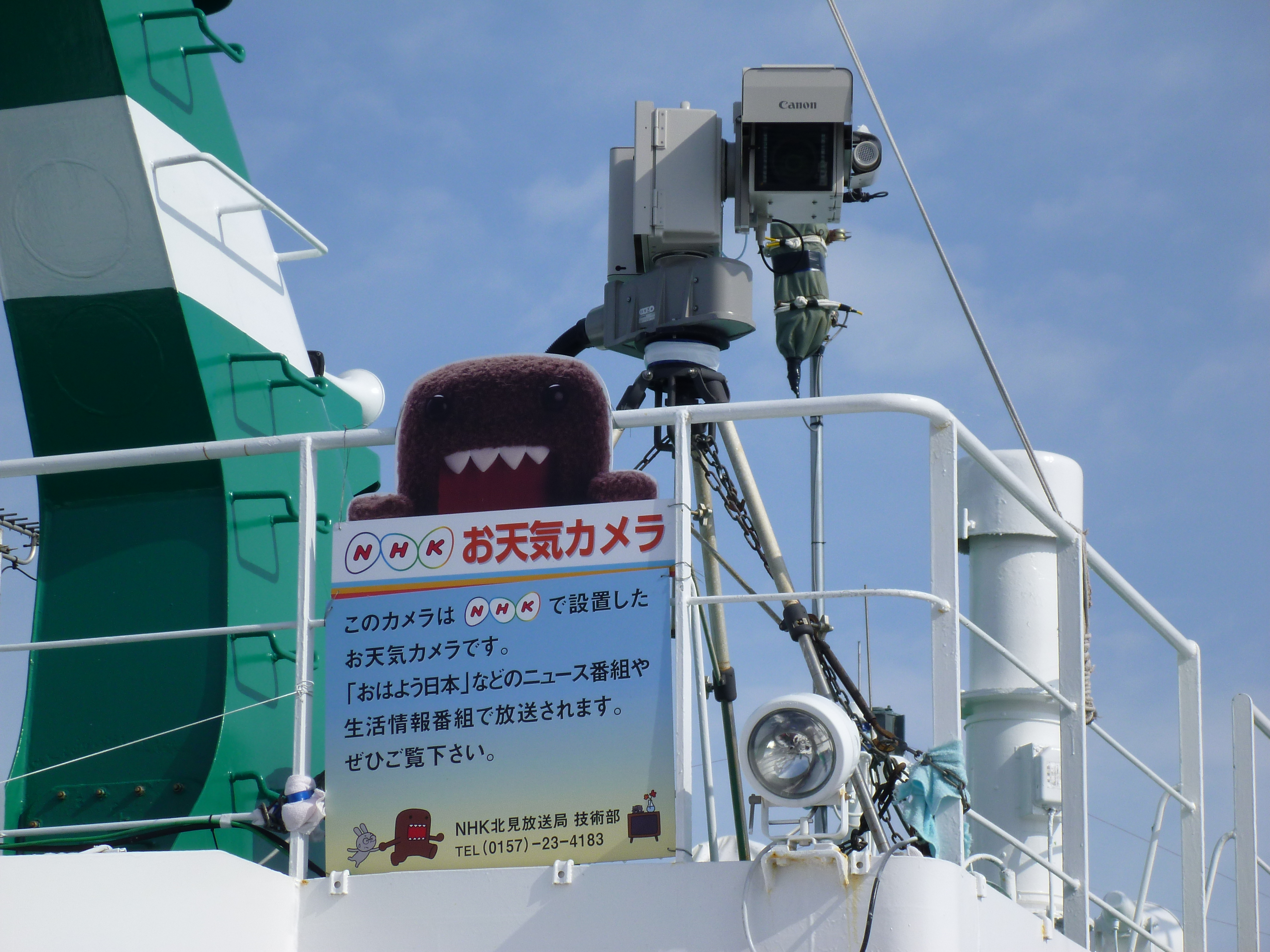
どーもくんとお天気カメラ（NHK北見放送局）

どーもくんはNHKのマスコットキャラクター。

## 経歴
NHK-BS放送開始10周年を記念してぬいぐるみのコマ撮り／ストップモーション・アニメーション（パペット・アニメーション）によるイメージキャラクターとして1998年12月22日に誕生。この12月22日がどーもくんの誕生日と設定されている。元々は1年限りのキャンペーンキャラクターとして作られたが、人気が出たことからNHK-BSのキャラクターとして定着した。2004年4月に新キャラクター「ななみちゃん」へその地位を譲り、その後は新たにNHK全般のキャラクターへと出世した。
『どーもスポット』でのパペット・アニメーションとしてのキャラクターの他に、同じ作者である合田経郎による絵本やイラスト・アニメーションのキャラクターとしても登場している。また、NHKの子供向け番組「BSどーもくんワールド」での着ぐるみキャラクターは、『紅白歌合戦』にも毎年のように出演している。ぬいぐるみやフィギュアなどは日本全国のNHKショップで販売され、NHKスタジオパークでの公開収録番組などでもその姿を見ることが出来る。
2000年春から、BS2で毎月1回『BS列車・どーも君号が行く』という番組が放送されていた時期があった。
2002年には任天堂ゲームボーイアドバンス向けソフト『どーもくんの不思議てれび』が発売された。
2004年には「ご当地どーもくん」のキャラクター商品を販売開始し、2006年8月時点で98万個を販売。
どーもくんは、『ニューズウィーク日本版』2007年10月17日号の「世界が尊敬する日本人」の一人に選出された。
2008年12月22日、どーもくん誕生10周年としてどーもTV』シリーズを5夜連続で放送した。
2009年度からは鈴木奈穂子と共に、夜10時台の番組を宣伝するユニット「どーもとなおこ」で活動していた。
2010年3月29日から、BSもアナログからデジタルに切り替わることをアピールするためBSデジタルどーもくんとしてパワーアップした。
2010年にはNHKオンライン（NHK公式ホームページ）開設15周年を機にテレビ朝日・TBS・テレビ東京・日本テレビの各局の公式サイトに「NHKオンライン15周年キャンペーン」ということでどーもくんが期間限定で登場している。
2011年8月26日放送の『スタジオパークからこんにちは』では、ゲストに「どーもくん」の作者である合田が出演し、「近田の特ダネ」では、製作の裏側などを話した（当日の放送から）。
2011年12月17日と12月31日に『ドワーフのアニメ映画まつり』と題して、他のドワーフ作品と共にTVシリーズを劇場公開。
2013年度は、NHKテレビ放送開始60周年記念のマスコットとして、「60」を模した眼鏡を掛けた姿で登場している。
2016年度からは、 番組宣伝・自己批評番組の『どーも、NHK』にも登場している。
2018年12月22日に20周年を迎えるに際して10月、槇原敬之による『どーもありがとう』が作られ、同タイトルのスペシャル動画が公式サイト「どーもくんミュージアム」で公開された。
2020年3月1日からサービスを開始した同時ネット配信のNHKプラスでは、権利関係で配信が行えない「ふたかぶせ」扱いの番組では、どーもくん・うさじい・たーちゃんが登場するフィラーアニメーションが流れる。
2022年4月4日から2024年3月5日まで放送されていた、月 - 木曜夕方のニュース情報番組『ニュースLIVE!ゆう5時』では気象情報コーナーで着ぐるみどーもくんが登場していた。

## 概要
四角くて茶色い大きな体に、やはり四角くて赤い大きな口をもつ。卵から生まれ、洞穴に住むウサギ「うさじい」の家に居候をしている。同じく居候しているコウモリの親子「しのぶ」と「もりお」との4名暮らしで、みなテレビが大好きである。なお制作者の合田経郎によるとどーもくんは氷河期以前に生息していた生物の生き残りという設定で、卵の状態でずっと休眠していたのが最近になって孵化したとのことである。
気は優しくてチカラ持ち。身長は120cm。純真無垢かつ夢見がちであり、非常に大食いでもある。ただし、リンゴが嫌いで、DNAに刻まれた深い謎があるらしい。機嫌が悪くなると強烈なオナラをする。言葉は喋れないが、元NHKアナウンサーだった山川静夫を真似て「どーも」とだけ言うことが出来る。これは山川の声を使用している。『BSどーもくんワールド』、『BSななみDEどーも』、『みんなDEどーもくん』、『三つのたまご』（自己批評番組）や公開イベント等では玄田哲章が声を務める。
『BSデジタルどーもくん』は、どーもくんが青い「フルデジタル化スーツ（耐熱耐寒耐震構造で宇宙空間での活動も可能らしい）」を身に着けることで変身した姿。ベルトのバックルに「BS」のロゴが書かれており、パンチ力はゴリラの30倍で走力はチーターの50倍、ジェット旅客機の100倍の速度で飛ぶなどの能力があるが、なぜかいつも汗をかいている、という設定。「どーも」の声も電子ノイズの音のような感じになっている。なおスーツ着用中の事は、本人は一切覚えていないらしい。最近公式サイトで公開されたスペシャルムービーによると、このスーツを製作したのは宇宙から来た「ビューティホーサターン」なる組織で、スーツを着せて洗脳（?）したどーもくんを使い地球上のあらゆる物をカラフルに染めて「ビューティホー」にしようとしたが、学校給食の肉じゃがを見て正気に戻ったデジタルどーもくんに宇宙船を破壊され壊滅している。ちなみにどーもくんの映像はコマ撮りアニメで制作されているのに対し、デジタルどーもくんはコンピューターグラフィックス（CG）アニメを使い、デジタル映像の魅力を伝える。

## 周辺キャラクター
- どーもくん - 声：山川静夫、玄田哲章（みんなDEどーもくん、どーも、NHKのみ）
- うさじい（老人のウサギ） - 声：松村達雄（どーもスポットのみ、1999年 - 2005年）、谷啓（どーもTVシリーズ、2008年のみ）、八木光生（公開イベントのみ）、茶風林（みんなDEどーもくんのみ）、笹野高史（どーもくんアニメ）

なお、うさじいのデザインも声を務めた松村達雄を元にしている。
- たーちゃん（近くに住むガールフレンドのイタチ） - 声：豊口めぐみ（2000年 - 2016年）、古城望（2016年以降）
- しのぶ（コウモリの母） - 声：大竹しのぶ（1999年）、高田由美（2000年以降）
- もりお（コウモリの息子） - 声：高崎慶佑
- プカポワ（友達） - 声：中川翔子[6]

## 国際的人気

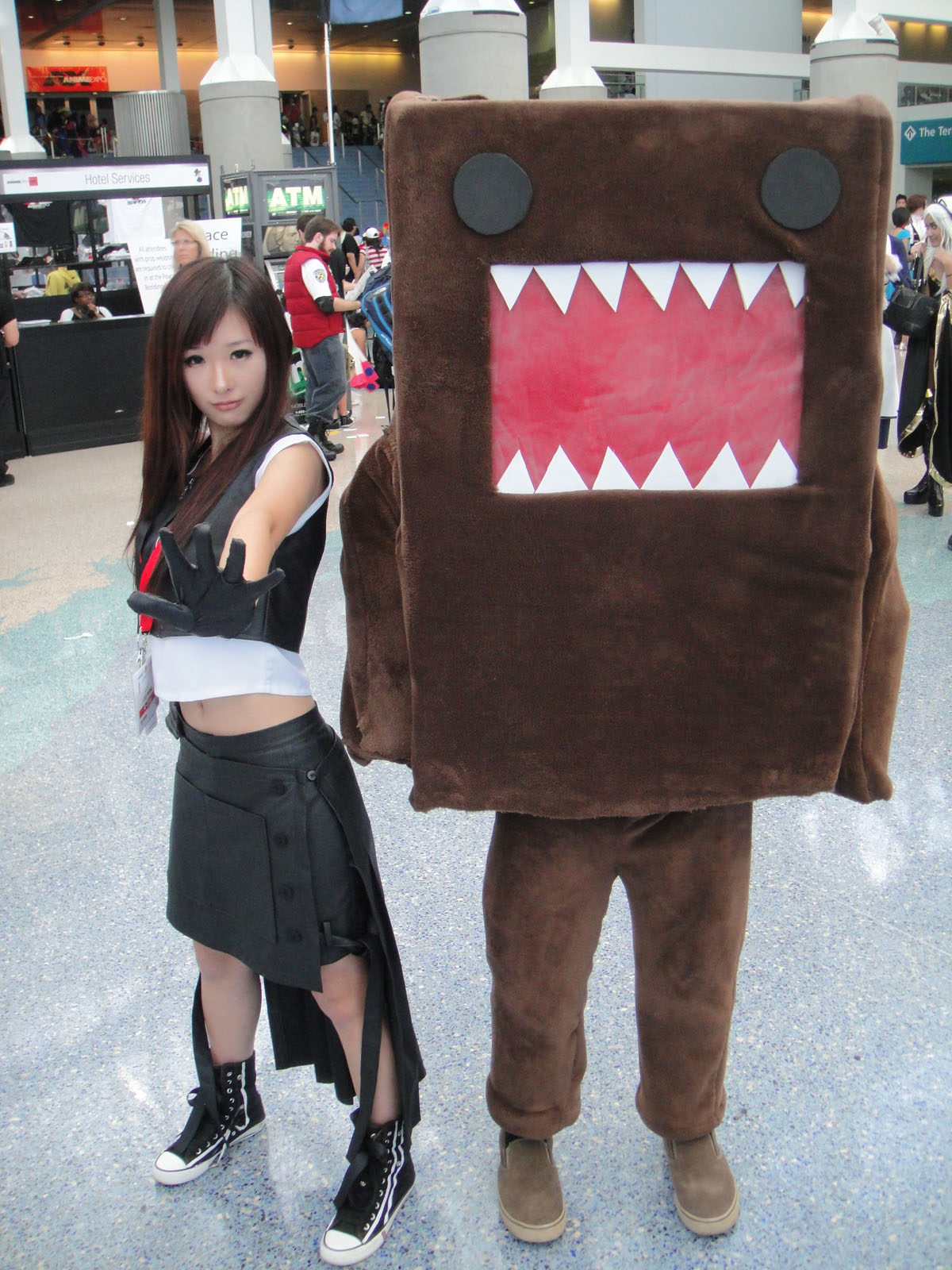
どーもくんのコスプレイヤー（Anime Expo 2011）

どーもくんの人気は日本国外でも高く日本向けのキャラクター商品がeBayおよび日本の商品・アジア各国の商品・アニメ関連商品を扱う通信販売サイトでも販売されている。
2005年に依託作品としてアヌシーに参加したところ各国の放送局からオファーが殺到、2006年10月以降、169ヶ国・地域で放送されている世界最大の子供向けチャンネルニコロデオンで放送されている。また、同局のシットコム『iCarly』でもどーもくんのぬいぐるみが登場している。
2008年のハロウィンには、アメリカ合衆国の大手GMSターゲットのマスコットキャラクターとして採用され、店内に関連商品が多数並べられた。
アメリカ合衆国で発売されているキャラクター商品は、極彩色やハロウィン向けのドラキュラ伯爵のコスチュームなど、アメリカ合衆国向けの派手なデザインのものが多く、日本向けのキャラクター商品とは違っている。
2010年時点で、キャラクター商品は欧米やアジア各国の22か国で販売され、アメリカでの関連商品の市場規模は20億円程度。Facebookでは2010年12月時点で20万人近くのファンが登録されているほか「Planet Domo」と題したゲームが人気を博しており、2010年7月の時点で「Facebook Gift Shop」の人気商品トップ10のうち8つまでがどーもくんグッズだった。
因みにテレビ番組「どーもTVシリーズ」は世界約101以上の国・地域で放送されており、「おしん」よりも多い。

### 口コミによる広がり
どーもくんの人気がアメリカ合衆国などで高まったのは、当初「Fark」など、おかしなニュースや話題を扱う掲示板サイトの力によるところが大きい。2001年頃にどーもくんが紹介された際は奇怪だがかわいいキャラクターとして一部のインターネット愛好者に面白がられ、たちどころに面白画像やニュース画像のパロディを作る際の定番のネタとなった。2002年、このサイトで『あなたがオナニーをするたびに子猫が一匹神様に殺されます。どうか子猫たちの生命を考えてあげてください』の内容のメッセージとともに子ネコを後ろから追いかけている（ように見える）どーもくんが写った偽の公共広告が作成された（英語版Wikipedia“Every time you masturbate... God kills a kitten”を参照）。これは冒頭部は「あなたが飲酒運転すると」とか「あなたが喫煙すると」など、文末部も「子供たちのことを考えてあげてください」などの公共広告に頻繁に使われた文体である。これがインターネット上でヒットし、4chanやブログ、電子メールなどでも広まりインターネット上の流行となった。これが日本国外のインターネットユーザーがどーもくんを広く認識したきっかけとなった。
フォトショップによるネタ画像の素材となったのと同じころ、Flickrには日本で購入したどーもくんグッズの写真が集まり、deviantARTにはどーもくんのイラストが集まるなど、NHKの関与しないところで日本国外での人気が高まり始めた。

## 関連番組

### どーもスポット
どーもスポットとは、NHK総合や教育テレビおよびNHK-BSで放送される番組宣伝の合間などに流れる15秒や30秒のスポットCMのことで、パペット・アニメーションによって制作されている。うさじい役の松村達雄が死去して以降は新たに制作せず、過去の作品を再放送している。夏季・冬季オリンピックなど特別番組が多い時期や「歳末たすけあい」などのNHKによるキャンペーン時には、特別な4秒スポットなども過去に多く作られている。
内容は、季節の移り変わりや時事、テレビにまつわる日常を淡々と描いたものである。
このパペット・アニメーションは、企画・演出・デザインの合田経郎、アニメーターの峰岸裕和をはじめとする、いわゆる「どーもくんチーム」が制作した。合田は2003年に株式会社ドワーフを立ち上げたが、その社名の由来は、自身の最初の仕事である「どーもくん」と同じように最初に「ど」がつくものがよいと考えたからだという。
2003年の第6回文化庁メディア芸術祭で審査委員会推薦作品となり、2004年にはフランスのアヌシーで行われているアヌシー国際アニメーションフェスティバルで短編作品賞を受賞した。海外出品用に作成した英語字幕版は、NHKの大型連休のイベント「NHKふれあい広場」や「渋谷DEどーも」などで公開されたこともある。
どーもくん制作会社のドワーフはティー・ワイ・オーのグループ会社である。俳優のレオナルド・ディカプリオがオリコカードのCMに出演した際、制作会社であるティー・ワイ・オーは、どーもくんグッズをプレゼントした。ディカプリオは、「ブラウニー」と名づけ大のお気に入りとなったという。
| 放送年 | #  | 題名                        |
| ------ | -- | --------------------------- |
| 1998年 | 1  | 「どーも誕生」編            |
| 1999年 | 2  | 「どーも登場」編            |
| 1999年 | 3  | 「ロックはお好き」編        |
| 1999年 | 4  | 「1999年、宇宙の旅」編      |
| 1999年 | 5  | 「どーも対ガレラ」編        |
| 1999年 | 6  | 「出るのもつらいよ」編      |
| 1999年 | 7  | 「初雪」編                  |
| 2000年 | 8  | 「料理大パニック」編        |
| 2000年 | 9  | 「たーちゃん登場」編        |
| 2000年 | 10 | 「たーちゃんねる」編        |
| 2000年 | 11 | 「雨のうた」編              |
| 2000年 | 12 | 「ねちゃだめ」編            |
| 2000年 | 13 | 「いろいろ?」編             |
| 2000年 | 14 | 「ある日のこと」編          |
| 2001年 | 15 | 「出会い」編                |
| 2001年 | 16 | 「孫」編                    |
| 2001年 | 17 | 「こわいのダメなの」編      |
| 2001年 | 18 | 「出かけないの?」編         |
| 2001年 | 19 | 「雪の日」編                |
| 2002年 | 20 | 「春のごちそう」編          |
| 2002年 | 21 | 「ミッドナイト」編          |
| 2002年 | 22 | 「遠出編」                  |
| 2002年 | 23 | 「涙のわけは…」編           |
| 2002年 | 24 | 「風邪」編                  |
| 2003年 | 25 | 「対決」編                  |
| 2003年 | 26 | 「つづく、つづく」編        |
| 2003年 | 27 | 「遊ぼう」編                |
| 2003年 | 28 | 「見てるの?」編             |
| 2003年 | 29 | 「なんでもない日」編        |
| 2003年 | 30 | 「冬の日 春の日」編         |
| 2004年 | 31 | 「あったらしいこと」編      |
| 2004年 | 32 | 「マラソン」編              |
| 2004年 | 33 | 「録画したから」編          |
| 2005年 | 34 | 「鍋」編                    |
| 2005年 | 35 | 「えづけ」編                |
| 2006年 | 36 | 「まちぶせ」編              |
| 2007年 | 37 | 「ながぐつ」編              |
| 2009年 | 38 | 「プカポア」編              |
| 2012年 | 39 | 「DANCE DOMO DANCE」編      |
| 2012年 | 40 | 「空へ」編                  |
| 2013年 | 41 | 「おはようおやすみ」編      |
| 2014年 | 42 | 「どーも ありがとう15周年」 |
| 2016年 | 43 | 「てじな～ど」編            |

### どーもTVシリーズ
日本国外向けに製作されたどーもくんのテレビシリーズ。全26話。
「どーもスポット」を見たアメリカの放送局側から「どこが面白いのかわからない」と指摘されたことから、本作では北米市場向けを意識したわかりやすいキャラクター設定・起承転結のはっきりした作風に仕上がっており、「どーもスポット」から大幅にアレンジされている。
2008年3月末時点で101の国と地域で放送が決定した。なお、115カ国という情報もある。
キャラクター
- どーもくん - 声：山川静夫
- うさじい（ウサギ） - 声：谷啓
- たーちゃん（近くに住むイタチのガールフレンド） - 声：豊口めぐみ
- しのぶ（コウモリの母） - 声：高田由美
- もりお（コウモリの息子） - 声：鵜沢正太郎
- コンジロー（友達のキツネ） - 声：横川貴大
- こぐまゴロー（友達のこぐま） - 声：鯨井未呼斗
- あにきち（コンジローの兄） - 声：鈴木龍之介
- エスコ（コンジローの妹） - 声：諸星すみれ
- 花一花二（双子の小さい花） - 声：北林千穂
- はらぺこぐま（巨大なくま） - 声：ナカジ賢治
- ひゅ〜たろう（ゆうれい） - 声：高橋夏穂

各話タイトル
- 「どーもとカメラ」
- 「超能力はじめました」
- 「ロックdeどーも」
- 「ぼくのふうせん」
- 「つりでまんぷく」
- 「不幸大好き」
- 「ボートでデート」
- 「恐怖のあしあと」
- 「はらぺこはつらいよ」
- 「不思議な木」
- 「ぼくはサラリーマン」
- 「まひるのゆうれい」
- 「どーもとヘッドフォン」
- 「どーもときょうだい」
- 「今日のルール」
- 「かわいいパンダ」
- 「どーもと大きな木」
- 「ぼくはピアニスト」
- 「ロボットペット」
- 「ビンのアメ」
- 「ふたりのどーも」
- 「どーもとスケート」
- 「秘密基地」
- 「おおきなどーも」
- 「どーも対うさじい」
- 「ぼくはロボ」

どーもスポットとの相違点
- ブラウン管テレビ画面のテロップは日本語から英語に、日本人からアメリカ人に変更。

### BSどーもくんワールド
2002年4月5日から2007年3月30日までNHK BS2で放送。

### BSななみDEどーも
「BSどーもくんワールド」の後継番組。2007年4月から2011年3月までNHKBS2で放送。

### みんなDEどーもくん!
「BSななみDEどーも」の後継番組。2011年4月から2021年3月まではNHK BSプレミアム。2021年4月からはNHK Eテレで放送中。

### テレどーも!
2021年12月から2025年3月11日まで放送。

## ご当地どーもくん
太字は、2024年4月以降、『列島ニュース』の気象情報で用いられているご当地どーもくんを示している。
|        | 局           | 主な           | その他                                                                                       |
| ------ | ------------ | -------------- | -------------------------------------------------------------------------------------------- |
| 北海道 | 札幌         | 雪まつり       | キタキツネ、牛、雪うさぎ、たらばがに、とうきび、メロン、クリオネ、木彫り熊、ラーメン（札幌） |
| 北海道 | 旭川         | ラーメン       | キタキツネ、牛、雪うさぎ、たらばがに、とうきび、メロン、クリオネ、木彫り熊、ラーメン（札幌） |
| 北海道 | 釧路         | マリモ         | キタキツネ、牛、雪うさぎ、たらばがに、とうきび、メロン、クリオネ、木彫り熊、ラーメン（札幌） |
| 北海道 | 帯広         | ラワンブキ     | キタキツネ、牛、雪うさぎ、たらばがに、とうきび、メロン、クリオネ、木彫り熊、ラーメン（札幌） |
| 北海道 | 函館         | イカ           | キタキツネ、牛、雪うさぎ、たらばがに、とうきび、メロン、クリオネ、木彫り熊、ラーメン（札幌） |
| 北海道 | 北見         | たまねぎ       | キタキツネ、牛、雪うさぎ、たらばがに、とうきび、メロン、クリオネ、木彫り熊、ラーメン（札幌） |
| 北海道 | 室蘭         | 馬             | キタキツネ、牛、雪うさぎ、たらばがに、とうきび、メロン、クリオネ、木彫り熊、ラーメン（札幌） |
| 青森   | 青森         | ねぶた         | りんご                                                                                       |
| 岩手   | （盛岡）     | わんこそば     | 鹿踊り                                                                                       |
| 宮城   | （仙台）     | 笹かま         | 政宗                                                                                         |
| 秋田   | 秋田         | なまはげ       |                                                                                              |
| 山形   | 山形         | 花笠踊り       | さくらんぼ                                                                                   |
| 福島   | 福島         | 赤べこ         | 桃                                                                                           |
| 茨城   | （水戸）     | 納豆           |                                                                                              |
| 栃木   | （宇都宮）   | いちご         | 茄子（那須）、猿（日光）、餃子                                                               |
| 群馬   | （前橋）     | サンダー       | ぽかぽか、キャベツ                                                                           |
| 東京   | 東京         | ハチ公         | パンダ、東京タワー、自由の女神（お台場）                                                     |
| 東京   | 東京         | お祭り         | パンダ、東京タワー、自由の女神（お台場）                                                     |
| 東京   | 東京         | 雷門           | パンダ、東京タワー、自由の女神（お台場）                                                     |
| 東京   | 東京         | 東京駅         | パンダ、東京タワー、自由の女神（お台場）                                                     |
| 埼玉   | （さいたま） | 鉄             | 草加煎餅、芋                                                                                 |
| 千葉   | 千葉         | 落花生         | びわ                                                                                         |
| 神奈川 | （横浜）     | マドロス       | しゅうまい（横浜）、肉まん（横浜）、大仏（鎌倉）、黒たまご（箱根）                           |
| 山梨   | （甲府）     | ぶどう         | 信玄、富士山（富士山 / 山梨）                                                                |
| 新潟   | 新潟         | お米           |                                                                                              |
| 長野   | 長野         | -              | おやき（信州）、りんご（信州）                                                               |
| 富山   | 富山         | ホタルイカ     |                                                                                              |
| 石川   | （金沢）     | 輪島塗         |                                                                                              |
| 静岡   | 静岡         | -              | 茶っきり、わさび、みかん                                                                     |
| 福井   | 福井         | カニ           |                                                                                              |
| 愛知   | （名古屋）   | エビフライ     | しゃちほこ（名古屋）、しゃちほこのっかり（名古屋）                                           |
| 三重   | （津）       | 伊勢えび       |                                                                                              |
| 岐阜   | 岐阜         | -              | 合掌造り、さるぼぼ（飛騨）                                                                   |
| 滋賀   | （大津）     | 信楽焼         |                                                                                              |
| 京都   | 京都         | 舞妓           | 八ツ橋、賀茂なす、弁慶、牛若丸、新選組                                                       |
| 和歌山 | 和歌山       | 梅干           |                                                                                              |
| 奈良   | 奈良         | 鹿             |                                                                                              |
| 大阪   | 大阪         | 漫才           | おばちゃんどーもくん                                                                         |
| 大阪   | 大阪         | たこ焼き       | おばちゃんどーもくん                                                                         |
| 兵庫   | （神戸）     | 中華街         | 明石たこ（明石）、殿様（姫路）                                                               |
| 鳥取   | 鳥取         | 梨             |                                                                                              |
| 島根   | （松江）     | ヤマトシジミ   |                                                                                              |
| 岡山   | 岡山         | 桃太郎         |                                                                                              |
| 広島   | 広島         | もみじ         |                                                                                              |
| 山口   | 山口         | ふぐ           |                                                                                              |
| 徳島   | 徳島         | 阿波おどり     |                                                                                              |
| 香川   | （高松）     | 讃岐うどん     |                                                                                              |
| 愛媛   | （松山）     | みかん         | いよかん                                                                                     |
| 高知   | 高知         | カツオ         | よさこい                                                                                     |
| 福岡   | 福岡         | 明太子         | 金印（福岡）、バリカタ（福岡）                                                               |
| 福岡   | 北九州       | バナナ         | 金印（福岡）、バリカタ（福岡）                                                               |
| 佐賀   | 佐賀         | ムツゴロウ     |                                                                                              |
| 長崎   | 長崎         | カステラ       |                                                                                              |
| 熊本   | 熊本         | からしれんこん |                                                                                              |
| 大分   | 大分         | かぼす         |                                                                                              |
| 宮崎   | 宮崎         | マンゴー       | 日向夏                                                                                       |
| 鹿児島 | 鹿児島       | 桜島大根       |                                                                                              |
| 沖縄   | 沖縄         | シーサー       |                                                                                              |
| 沖縄   | 沖縄         | ゴーヤ         |                                                                                              |